# 曹天度造九層千佛石塔
曹天度造九層千佛石塔，是一座源自北魏的石塔，被認為是中國現存最早的閣樓式佛塔。其塔座、塔身目前由國立歷史博物館借存於臺灣嘉義縣國立故宮博物院南部院區，由於該石塔在佛教史、中國藝術史上具有一定價值，後在2011年經文化部公告指定為中華民國國寶，類別「生活及儀禮器物」。

## 沿革
佛塔是供奉佛舍利的建築物，最初於印度創立而成為寺廟的核心。佛塔的結構通常有巨大的覆蓋物和傘蓋。後來，隨著佛教經過中亞傳入中國，佛塔逐漸開始在中國發展，最終與中國閣樓建築相結合。
九層千佛石塔刻於北魏天安元年（公元466年），依據塔座的造像銘文，此塔為魏献文帝天安元年宮內小官曹天度，在平城（今山西省大同市）為已故的父親與兒子所造，該石塔原保存於山西省北部的朔县崇福寺，並放置在該寺廟之彌陀殿中。然而自1937年中日戰爭爆發後，山西淪陷，九層石塔於1939年被日軍竊走。據說裝箱時有一名工人基於愛國情操，私藏塔頂，致使塔身和塔頂被分開。塔頂至今仍保存在朔州市文物保管所，塔身隨後則經陸海運輸至日本本土，並與許多掠奪物一同被安置在東京帝室博物館（今東京國立博物館）收藏。
1945年，日本投降，九層石塔歸還中國。後來經過一連串的轉運，1951年從日本運來臺灣，最終於1956年5月由教育部正式撥交給國立歷史博物館典藏。
2011年，九層石塔被行政院文建會（今文化部）公告指定為國寶。隨後在2018年因應歷史博物館閉館整建工程，全數文物移臺北市南海路館址，部分館藏移存故宮南部庫房。藉此文物南移的機會，兩館則合作推出此國寶級文物特展，九層千佛石塔則轉移至故宮南院展示。

## 外觀
九層石塔全塔以砂岩雕刻，原由四段累疊組成。由下而上，第一段為塔座；第二段為九層塔身的第一至第七層；第三段為塔身的第八、九層；第四段為最頂的塔剎。若包含塔剎，全塔原高約200公分。總重約400公斤。
底座則為方形。正面分為三欄，中央是一個香爐和兩個供養比丘的造像，左右兩側是蹲踞的吼獅和寶蓮。左右兩側分別為男女供養人，按照他們的身高大小面朝座前排列。背面的主體是陰刻的造像，上面有銘文，兩側則分別為男女供養人，與正面的供養人形象接續。背面除了刻有供養人外，還刻有126字的《曹天度造九層塔記》題記。塔身主體則是以阙式的屋頂分為九層，每層內又各刻有二至三層不等的佛像，共計有塔身大尊佛菩薩11尊、小禪坐佛1354尊；塔剎16尊。

現存於中國之塔剎部分，除下端榫頭外，則分為佛座、覆缽、相輪三部分。佛座四面開龕，均雕二佛並坐，四角設有浮雕坐佛。

## 外部連結
- 當期展覽-選-曹天度造九層千佛石塔 - 國立故宮博物院南部院區 （页面存档备份，存于）
- 文物精選-曹天度造九層千佛石塔 - 國立歷史博物館 （页面存档备份，存于）